# Paso Integración Austral

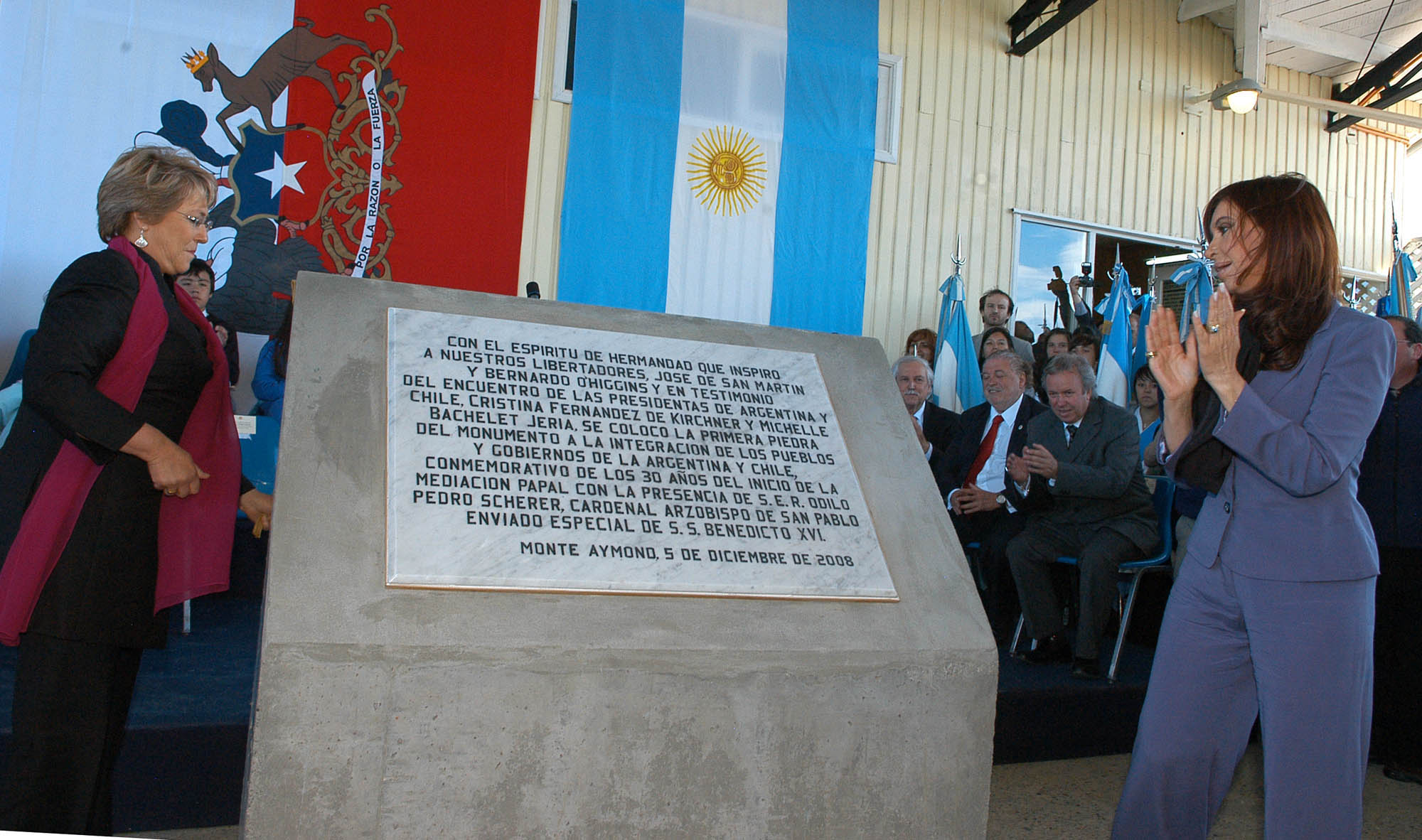
Michelle Bachelet (Presidentessa del Cile) e Cristina Fernández di Kirchner (Presidentessa dell'Argentina) nel 2008, collocando un monolito nel confine tra i paesi presso Monte Aymond.

Il Paso Integración Austral è un passo di confine tra la Repubblica Argentina e la Repubblica di Cile, nell'estremo sud di entrambi i paesi.
Si trova ad un'altezza di 164 metri sul livello del mare e la sua abilitazione al passaggio di frontiera è permanente. L'orario stabilito per utilizzarlo è di 24 ore, durante i mesi da novembre a marzo, e dalle 8 alle 22, durante i mesi da aprile ad ottobre. L'assistenza delle forze dell'ordine più vicina dal lato cileno si trova approssimativamente a 300 m dal complesso della dogana e dalla località argentina si trova presso Monte Aymond. Del lato cileno la città più vicina è Punta Arenas, appartenente alla XII Regione di Magellano e dell'Antartide Cilena, mentre dal lato argentino la città più vicina è Río Gallegosm nella provincia di Santa Cruz.
Il Paso Integración Austral è un passaggio doganale molto importante per la quantità di veicoli e persone che l'attraversano ogni anno: come dato statistico, nell'anno 2001 fu attraversato da 82 099 veicoli, che hanno trasportato 321 047 persone. L'anno precedente era stato dichiarato un volume annuale di trasporti pari a 200 000 tonnellate, con la maggioranza di essi diretti verso il Cile.